# 衣笠山公園

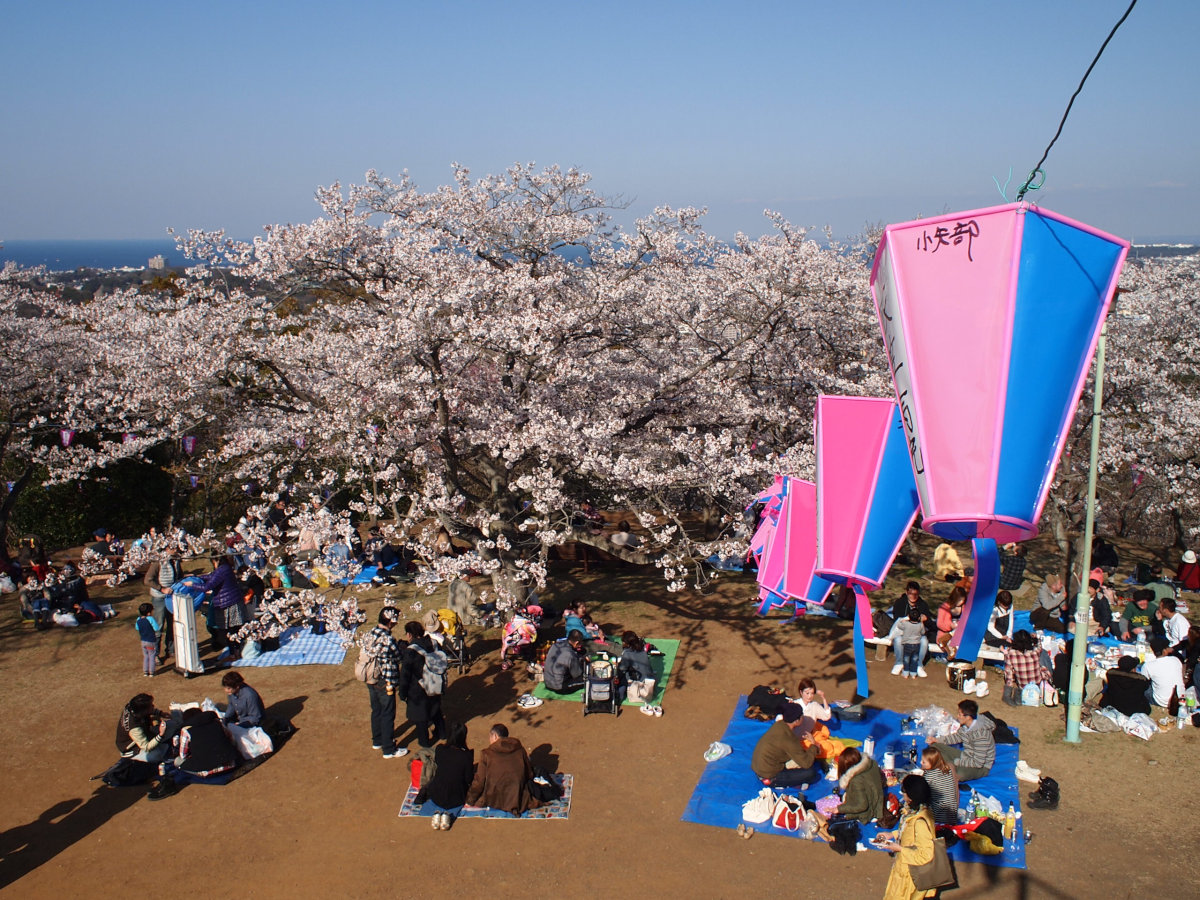
桜の時期は花見客で賑わう

衣笠山公園（きぬがさやまこうえん）は、神奈川県横須賀市の衣笠山にある横須賀市立の都市公園（風致公園）である。

## 概要
三浦氏の本拠地だった本来の衣笠山衣笠城址に隣接している。山の容姿が、馬の背に鞍を置いた形に似ているところから、「鞍掛山」という正式名があるが、現在では、広く「衣笠山」の名称で親しまれている。 
1907年（明治40年）に日露戦争の戦死者を慰霊するために開設された。
園内には桜や萩が数多く植えられている。とくに桜は有名で、日本さくら名所100選のひとつに選ばれている。
標高は低いが眺望は比較的よく、横須賀の市街地を始め、横浜の市街地や東京湾、房総半島、晴れた日は都心まで眺めることが出来る。
当公園はまた、大楠山への登山口のひとつでもある。

## 交通
- 横須賀線（JR東日本）衣笠駅下車　徒歩20分。
- 京浜急行電鉄本線横須賀中央駅下車後、京浜急行バスに乗車。バス停「衣笠山公園」下車 徒歩10分。